# Příčovy
Příčovy är en ort i Tjeckien.   Den ligger i regionen Mellersta Böhmen, i den centrala delen av landet, 50 km söder om huvudstaden Prag. Příčovy ligger 363 meter över havet och antalet invånare är 254.
Terrängen runt Příčovy är huvudsakligen platt, men åt sydost är den kuperad. Runt Příčovy är det ganska tätbefolkat, med 160 invånare per kvadratkilometer. Närmaste större samhälle är Dobříš, 20,0 km nordväst om Příčovy. Omgivningarna runt Příčovy är en mosaik av jordbruksmark och naturlig växtlighet.